# Christian Hoose
Christian Hoose (* 22. Mai 1952 in Bad Schwartau) ist ein deutscher Diplomat, Ministerialbeamter und Berater im Ruhestand. Er war von 2012 bis 2017 Regierungssprecher des Freistaates Sachsen.

## Leben

### Ausbildung
Hoose absolvierte von 1969 bis 1971 eine Ausbildung an der Höheren Handelsschule Bonn-Duisdorf. Anschließend machte er von 1971 bis 1974 eine Ausbildung zum Konsulatssekretär im Auswärtigen Amt in Bonn und Marseille.

### Laufbahn
Christian Hoose arbeitete nach der Ausbildung im Auswärtigen Dienst von 1974 bis 1976 als Konsulatssekretär in der Abteilung für Fernmelde- und Chiffrierwesens der Zentrale des Auswärtigen Amtes, von 1977 bis 1979 als Leiter der Pass- und Sichtvermerkstelle der Botschaft in Bern und von 1979 bis 1984 als Leiter des Teams der Sachbearbeiter des Pressereferates der Auswärtigen Amtes. Anschließend war er von 1984 bis 1989 Leiter der Pass- und Sichtvermerkstelle des Generalkonsulates in Genf, von 1989 bis 1991 erneut Leiter des Teams der Sachbearbeiter des Pressereferates des Auswärtigen Amtes und schließlich von 1991 bis 1992 Leiter der Außenstelle des Pressereferates des Auswärtigen Amtes in Berlin.
Er verließ das Auswärtige Amt und war von 1992 bis 2000 Pressesprecher der CDU-Fraktion im Sächsischen Landtag unter den Fraktionsvorsitzenden Herbert Goliasch sowie Fritz Hähle und von 2000 bis 2002 Pressesprecher des Sächsischen Staatsministers für Bundes- und Europaangelegenheiten, Stanislaw Tillich (CDU), in der Sächsischen Staatskanzlei.
Sodann war von 2002 bis 2007 für eine Tätigkeit als Leiter der Abteilung für medienpolitische Fragen und Protokoll beim Mitteldeutschen Rundfunk von der Sächsischen Staatskanzlei als Beamter beurlaubt. Unter dem Präsidenten des Deutschen Bundestages, Norbert Lammert (CDU/CSU), diente er von 2007 bis 2012 als Leiter des Pressereferates der Bundestagsverwaltung.
Hoose wurde mit Wirkung vom 1. August 2012 unter Ministerpräsident Stanislaw Tillich als Nachfolger von Staatssekretär Johann-Adolf Cohausz zum Regierungssprecher des Freistaates Sachsen ernannt. Er trat im Juli 2017 in den Ruhestand ein und Ralph Schreiber folgte auf ihn.